# Copa Asiática Femenina de la AFC de 2022
La XX Copa Asiática Femenina de la AFC de 2022 fue la 20.ª edición de la Copa Asiática Femenina de la AFC, se realizó en la India, entre el 20 de enero y 6 de febrero de 2022. Este torneo determinó a los 5 equipos de la AFC clasificados para la Copa Mundial Femenina de Fútbol de 2023, además de Australia, país clasificado automáticamente en calidad de anfitriona.
Por primera vez, el número de participantes aumentó a 12 países en la fase de grupos.

## Clasificación
Los 12 cupos para la Copa serán distribuidos de la siguiente manera: 3 para los 3 mejores clasificados en la previa edición, los 8 restantes para los ganadores de una clasificatoria y el último para el equipo sede del torneo.

## Formato de competición
El torneo consistirá en tres grupos de 4 equipos donde los 2 mejores de cada grupo y 2 mejores terceros avanzarán a la segunda ronda. Los ocho mejores equipos se medirán en encuentros de eliminación directa; cuartos de final, semifinales, partido por el 3.º lugar y final. 
Los 4 equipos semifinalistas clasificarán directamente a la Copa Mundial Femenina de Fútbol de 2023. Australia clasificó automáticamente a la Copa Mundial en calidad de coanfitriona.
El 5° lugar del torneo también clasificará directamente a Australia/Nueva Zelanda 2023™ y los clasificados en 6° y 7° lugar clasificarán a la Repesca Intercontinental.

## Equipos participantes
En cursiva, el equipo debutante.
| Selecciones participantes | Selecciones participantes | Selecciones participantes | Selecciones participantes |
| ------------------------- | ------------------------- | ------------------------- | ------------------------- |
| Australia                 | Corea del Sur             | Indonesia                 | Birmania                  |
| China                     | Filipinas                 | Irán                      | Tailandia                 |
| China Taipéi              | India                     | Japón                     | Vietnam                   |

### Sorteo
El sorteo se realizó el día 28 de octubre de 2021 a las 15:00 MYT (UTC+8) en Kuala Lumpur, Malasia, sede de la AFC.
Se colocaron 4 bombos con 3 equipos cada uno, ordenados de acuerdo a los resultados de la fase final y preliminar de la Copa Asiática Femenina de la AFC de 2018. India, anfitrión del torneo, se asigna a A1. Los 12 equipos participantes se dividirán en 3 grupos de 4 equipos cada uno.
| Cabezas de serie                  | Bombo 2                       | Bombo 3                        | Bombo 4                 |
| --------------------------------- | ----------------------------- | ------------------------------ | ----------------------- |
| India (Anfitrión) Japón Australia | China Tailandia Corea del Sur | Filipinas Vietnam China Taipéi | Birmania Irán Indonesia |

## Árbitros
La designación de árbitros fue publicada por la AFC el 6 de enero de 2022.
| Árbitras             | Árbitras            | Árbitras Asistentes | Árbitras Asistentes |
| -------------------- | ------------------- | ------------------- | ------------------- |
| Kate Jacewicz        | Mahsa Ghorbani      | Joanna Charaktis    | Makoto Bozono       |
| Lara Lee             | Mahnaz Zokaee       | Fang Yan            | Naomi Teshirogi     |
| Casey Reibelt        | Asaka Koizumi       | Xie Lijun           | Ramina Tsoi         |
| Qin Liang            | Yoshimi Yamashita   | Kim Kyoung-min      | Merlo Albano        |
| Wang Chieh           | Thein Thein Aye     | Lee Seul-gi         | Heba Saadieh        |
| Oh Hyeon-jeong       | Abirami Apbai Naidu | Park Mi-suk         | Supawan Hinthong    |
| Kim Yu-jeong         | Pansa Chaisanit     | Uvena Fernandes     | Kristina Sereda     |
| Ranjita Devi Tekcham | Edita Mirabidova    | Ensieh Khabaz       | Trương Thị Lệ Trinh |

| Árbitros Asistentes de Vídeo |
| ---------------------------- |
| Abdulla Al-Marri             |
| Kim Hee-gon                  |
| Omar Al-Ali                  |
| Ali Sabah                    |
| Hanna Hattab                 |
| Sivakorn Pu-Udom             |

| Árbitras de soporte  | Árbitras de soporte |
| -------------------- | ------------------- |
| Veronika Bernatskaia |                     |
| Công Thị Dung        |                     |

Originalmente  Law Bik Chi fue selecionada para el torneo, sin embargo no pudo viajar a India debido a restricciones de viaje (por Covid-19), fue reemplazada por Wang Chieh.

Las dos árbitras de soporte fueron asignadas como árbitras principales durante el torneo, reemplazando a Kate Jacewicz y Mahnaz Zokaee.

## Sedes
El estado de Maharashtra será sede principal del torneo. Los partidos se realizarán en 3 estadios, dentro de las ciudades de Bombay, Navi Mumbai y Pune.
| Maharashtra             | Bombay            | Navi Mumbai       | Pune                                  |
| ----------------------- | ----------------- | ----------------- | ------------------------------------- |
| Bombay Navi Mumbai Pune | Bombay Arena      | Estadio DY Patil  | Shree Shiv Chhatrapati Sports Complex |
| Bombay Navi Mumbai Pune | Capacidad: 18,000 | Capacidad: 37,900 | Capacidad: 11,900                     |
| Bombay Navi Mumbai Pune |                   |                   |                                       |

## Fase de grupos
– Clasificado directamente a Cuartos de Final

     – Clasificado a Cuartos de Final como uno de los mejores terceros.

- Todos los horarios corresponden a la hora local de India.

### Grupo A
| Equipo       | Pts      | PJ       | PG       | PE       | PP       | GF       | GC       | Dif      |
| ------------ | -------- | -------- | -------- | -------- | -------- | -------- | -------- | -------- |
| China        | 6        | 2        | 2        | 0        | 0        | 11       | 0        | +11      |
| China Taipéi | 3        | 2        | 1        | 0        | 1        | 5        | 4        | +1       |
| Irán         | 0        | 2        | 0        | 0        | 2        | 0        | 12       | -12      |
| India        | Retirada | Retirada | Retirada | Retirada | Retirada | Retirada | Retirada | Retirada |

| 20 de enero de 2022  | China                                                    | 4:0 (2:0)                | China Taipéi | Bombay Arena, Bombay         |                              |
| 15:30 IST (UTC+5:30) | - Wang Shuang 3', 69' - Wang Shanshan 9' - Zhang Xin 54' | FIFA Reporte AFC Reporte |              | Árbitra: Abirami Apbai Naidu | Árbitra: Abirami Apbai Naidu |

| 20 de enero de 2022  | India | 0:0 / Anulado            | Irán | Estadio DY Patil, Navi Mumbai |                   |
| 19:30 IST (UTC+5:30) |       | FIFA Reporte AFC Reporte |      | Árbitra: Lara Lee             | Árbitra: Lara Lee |

| 23 de enero de 2022  | Irán | 0:7 (0:2)                | China                                                                                        | Bombay Arena, Bombay     |                          |
| 15:30 IST (UTC+5:30) |      | FIFA Reporte AFC Reporte | - Wang Shuang 28', 49' (pen.) - Xiao Yuyi 43' - Wang Shanshan 55', 59' - Tang Jiali 77', 82' | Árbitra: Pansa Chaisanit | Árbitra: Pansa Chaisanit |

| 23 de enero de 2022  | China Taipéi | Cancelado                | India | Estadio DY Patil, Navi Mumbai |                         |
| 19:30 IST (UTC+5:30) |              | FIFA Reporte AFC Reporte |       | Árbitra: Oh Hyeon-jeong       | Árbitra: Oh Hyeon-jeong |

| 26 de enero de 2022  | India | Cancelado                | China | Bombay Arena, Bombay |  |
| 19:30 IST (UTC+5:30) |       | FIFA Reporte AFC Reporte |       |                      |  |

| 26 de enero de 2022  | China Taipéi                                                                 | 5:0 (3:0)                | Irán | Estadio DY Patil, Navi Mumbai |                        |
| 19:30 IST (UTC+5:30) | - Lai Li-chin 4', 31', 65' (pen.) - Chen Yen-ping 40' - Wang Hsiang-huei 78' | FIFA Reporte AFC Reporte |      | Árbitra: Asaka Koizumi        | Árbitra: Asaka Koizumi |

### Grupo B
| Equipo    | Pts | PJ | PG | PE | PP | GF | GC | Dif |
| --------- | --- | -- | -- | -- | -- | -- | -- | --- |
| Australia | 9   | 3  | 3  | 0  | 0  | 24 | 1  | +23 |
| Filipinas | 6   | 3  | 2  | 0  | 1  | 7  | 4  | +3  |
| Tailandia | 3   | 3  | 1  | 0  | 2  | 5  | 3  | +2  |
| Indonesia | 0   | 3  | 0  | 0  | 3  | 0  | 28 | -28 |

| 21 de enero de 2022  | Australia | 18:0 (9:0)               | Indonesia | Bombay Arena, Bombay    |                         |
| 15:30 IST (UTC+5:30) | - Kerr 9', 11', 26' (pen.), 36', 54' - Foord 14' - Fowler 17' - Raso 24', 88' - Carpenter 34', 49' - Van Egmond 39' (pen.), 57', 69' - Yallop 59' - Simon 67', 71' - Luik 78' | FIFA Reporte AFC Reporte |           | Árbitra: Mahsa Ghorbani | Árbitra: Mahsa Ghorbani |

| 21 de enero de 2022  | Tailandia | 0:1 (0:0)                | Filipinas         | Estadio DY Patil, Navi Mumbai |                        |
| 17:30 IST (UTC+5:30) |           | FIFA Reporte AFC Reporte | - C. McDaniel 81' | Árbitra: Công Thị Dung        | Árbitra: Công Thị Dung |

| 24 de enero de 2022  | Filipinas | 0:4 (0:0)                | Australia                                                    | Bombay Arena, Bombay |                     |
| 15:30 IST (UTC+5:30) |           | FIFA Reporte AFC Reporte | - Kerr 51' - Randle 53' (a.g.) - Van Egmond 67' - Fowler 87' | Árbitra: Wang Chieh  | Árbitra: Wang Chieh |

| 24 de enero de 2022  | Indonesia | 0:4 (0:2)                | Tailandia                                | Estadio DY Patil, Navi Mumbai |                            |
| 17:30 IST (UTC+5:30) |           | FIFA Reporte AFC Reporte | - Chetthabutr 27', 36', 71' - Makris 76' | Árbitra: Yoshimi Yamashita    | Árbitra: Yoshimi Yamashita |

| 27 de enero de 2022  | Australia                   | 2:1 (1:0)                | Tailandia        | Bombay Arena, Bombay     |                          |
| 19:30 IST (UTC+5:30) | - Van Egmond 39' - Kerr 80' | FIFA Reporte AFC Reporte | - Panyosuk 90+3' | Árbitra: Thein Thein Aye | Árbitra: Thein Thein Aye |

| 27 de enero de 2022  | Filipinas                                                                    | 6:0 (2:0)                | Indonesia | Shree Shiv Chhatrapati Sports Complex, Pune |                       |
| 19:30 IST (UTC+5:30) | - Guillou 6' - Bolden 27' - Annis 56', 82' - Miclat 74' (pen.) - Cesar 90+4' | FIFA Reporte AFC Reporte |           | Árbitra: Kim Yu-jeong                       | Árbitra: Kim Yu-jeong |

### Grupo C
| Equipo        | Pts | PJ | PG | PE | PP | GF | GC | Dif |
| ------------- | --- | -- | -- | -- | -- | -- | -- | --- |
| Japón         | 7   | 3  | 2  | 1  | 0  | 9  | 1  | +8  |
| Corea del Sur | 7   | 3  | 2  | 1  | 0  | 6  | 1  | +5  |
| Vietnam       | 1   | 3  | 0  | 1  | 2  | 2  | 8  | -6  |
| Birmania      | 1   | 3  | 0  | 1  | 2  | 2  | 9  | -7  |

| 21 de enero de 2022  | Japón                                                         | 5:0 (1:0)                | Birmania | Shree Shiv Chhatrapati Sports Complex, Pune |                               |
| 13:30 IST (UTC+5:30) | - Ueki 22' - Hasegawa 47', 90+2' - Naomoto 52' - Narumiya 70' | FIFA Reporte AFC Reporte |          | Árbitra: Veronika Bernatskaia               | Árbitra: Veronika Bernatskaia |

| 21 de enero de 2022  | Corea del Sur                                               | 3:0 (2:0)                | Vietnam | Shree Shiv Chhatrapati Sports Complex, Pune |                    |
| 19:30 IST (UTC+5:30) | - Ji So-yun 4', 81' (pen.) - Trần Thị Phương Thảo 7' (a.g.) | FIFA Reporte AFC Reporte |         | Árbitra: Qin Liang                          | Árbitra: Qin Liang |

| 24 de enero de 2022  | Birmania | 0:2 (0:0)                | Corea del Sur                      | Shree Shiv Chhatrapati Sports Complex, Pune |                        |
| 13:30 IST (UTC+5:30) |          | FIFA Reporte AFC Reporte | - Lee Geum-min 50' - Ji So-yun 84' | Árbitra: Casey Reibelt                      | Árbitra: Casey Reibelt |

| 24 de enero de 2022  | Vietnam | 0:3 (0:1)                | Japón                             | Shree Shiv Chhatrapati Sports Complex, Pune |                   |
| 19:30 IST (UTC+5:30) |         | FIFA Reporte AFC Reporte | - Narumiya 38', 58' - Kumagai 50' | Árbitra: Lara Lee                           | Árbitra: Lara Lee |

| 27 de enero de 2022  | Japón     | 1:1 (1:0)                | Corea del Sur     | Shree Shiv Chhatrapati Sports Complex, Pune |                           |
| 13:30 IST (UTC+5:30) | - Ueki 1' | FIFA Reporte AFC Reporte | - Seo Ji-youn 85' | Árbitra: Edita Mirabidova                   | Árbitra: Edita Mirabidova |

| 27 de enero de 2022  | Vietnam                                              | 2:2 (1:1)                | Birmania                                           | Estadio DY Patil, Navi Mumbai |                               |
| 13:30 IST (UTC+5:30) | - Nguyễn Thị Tuyết Dung 45+2' - Huỳnh Như 64' (pen.) | FIFA Reporte AFC Reporte | - Win Theingi Tun 28' (pen.) - Khin Marlar Tun 49' | Árbitra: Ranjita Devi Tekcham | Árbitra: Ranjita Devi Tekcham |

### Mejores terceros
Los dos mejores equipos se clasificaron para los cuartos de final. Los resultados contra los cuartos equipos de cada grupo no se contaron para determinar la clasificación de los terceros equipos.
| Equipo    | Gr. | Pts. | PJ | PG | PE | PP | GF | GC | Dif |
| --------- | --- | ---- | -- | -- | -- | -- | -- | -- | --- |
| Tailandia | B   | 0    | 2  | 0  | 0  | 2  | 1  | 3  | -2  |
| Vietnam   | C   | 0    | 2  | 0  | 0  | 2  | 0  | 6  | -6  |
| Irán      | A   | 0    | 2  | 0  | 0  | 2  | 0  | 12 | -12 |

## Fase de eliminatorias

### Cuadro de desarrollo
|  | Cuartos de final               | Cuartos de final                |                                 |       | Semifinales | Semifinales |  |  | Final | Final |
|  |                                |                                 |                                 |       |             |             |  |  |       |       |
|  | 30 de enero - DY Patil         |                                 |                                 |       |             |             |  |  |       |       |
|  |                                |                                 |                                 |       |             |             |  |  |       |       |
|  | China                          | 3                               |                                 |       |             |             |  |  |       |       |
|  | China                          | 3                               | 3 de febrero - Shiv Chhatrapati |       |             |             |  |  |       |       |
|  | Vietnam                        | 1                               |                                 |       |             |             |  |  |       |       |
|  | Vietnam                        | 1                               | China (p.)                      | 1 (4) |             |             |  |  |       |       |
|  | 30 de enero - DY Patil         |                                 | China (p.)                      | 1 (4) |             |             |  |  |       |       |
|  |                                | Japón                           | 1 (3)                           |       |             |             |  |  |       |       |
|  | Japón                          | Japón                           | 1 (3)                           | 7     |             |             |  |  |       |       |
|  | Japón                          |                                 | 6 de febrero - DY Patil         | 7     |             |             |  |  |       |       |
|  | Tailandia                      | 0                               |                                 |       |             |             |  |  |       |       |
|  | Tailandia                      | 0                               | China                           | 3     |             |             |  |  |       |       |
|  | 30 de enero - Shiv Chhatrapati |                                 | China                           | 3     |             |             |  |  |       |       |
|  |                                | Corea del Sur                   | 2                               |       |             |             |  |  |       |       |
|  | Australia                      | Corea del Sur                   | 2                               | 0     |             |             |  |  |       |       |
|  | Australia                      | 3 de febrero - Shiv Chhatrapati |                                 | 0     |             |             |  |  |       |       |
|  | Corea del Sur                  | 1                               |                                 |       |             |             |  |  |       |       |
|  | Corea del Sur                  | 1                               | Corea del Sur                   | 2     |             |             |  |  |       |       |
|  | 30 de enero - Shiv Chhatrapati |                                 | Corea del Sur                   | 2     |             |             |  |  |       |       |
|  |                                | Filipinas                       | 0                               |       |             |             |  |  |       |       |
|  | China Taipéi                   | Filipinas                       | 0                               | 1 (3) |             |             |  |  |       |       |
|  | China Taipéi                   |                                 |                                 | 1 (3) |             |             |  |  |       |       |
|  | Filipinas (p.)                 | 1 (4)                           |                                 |       |             |             |  |  |       |       |
|  | Filipinas (p.)                 | 1 (4)                           |                                 |       |             |             |  |  |       |       |

### Cuartos de final
| 30 de enero de 2022  | Australia | 0:1 (0:0)                | Corea del Sur | Shree Shiv Chhatrapati Sports Complex, Pune |                    |
| 13:30 IST (UTC+5:30) |           | FIFA Reporte AFC Reporte | Ji So-yun 87' | Árbitra: Qin Liang                          | Árbitra: Qin Liang |

| 30 de enero de 2022  | Japón                                                                       | 7:0 (2:0)                | Tailandia | Estadio DY Patil, Navi Mumbai |                        |
| 13:30 IST (UTC+5:30) | Sugasawa 27', 65' (pen.), 80', 83' · Miyazawa 45+2' · Sumida 48' · Ueki 75' | FIFA Reporte AFC Reporte |           | Árbitra: Casey Reibelt        | Árbitra: Casey Reibelt |

| 30 de enero de 2022  | China                                                | 3:1 (1:1)                | Vietnam                   | Estadio DY Patil, Navi Mumbai |                         |
| 17:30 IST (UTC+5:30) | Wang Shuang 25' · Wang Shanshan 52' · Tang Jiali 53' | FIFA Reporte AFC Reporte | Nguyễn Thị Tuyết Dung 11' | Árbitra: Oh Hyeon-jeong       | Árbitra: Oh Hyeon-jeong |

| 30 de enero de 2022  | China Taipéi                                                                          | 1:1 (1:1, 0:0) (t. s.)(3:4 p.) | Filipinas                                                   | Shree Shiv Chhatrapati Sports Complex, Pune |                          |
| 19:30 IST (UTC+5:30) | Zhuo Li-ping 82'                                                                      | FIFA Reporte AFC Reporte       | Quezada 49'                                                 | Árbitra: Thein Thein Aye                    | Árbitra: Thein Thein Aye |
|                      |                                                                                       | Tiros desde el punto penal     |                                                             |                                             |                          |
|                      | Ting Chi · Wang Hsiang-huei · Chen Ying-hui · Hsu Yi-yun · Su Hsin-yun · Zhuo Li-ping |                                | S. Castañeda · Annis · Miclat · Long · O. McDaniel · Bolden |                                             |                          |

### Semifinales
| 3 de febrero de 2022 | Corea del Sur                     | 2:0 (2:0)                | Filipinas | Shree Shiv Chhatrapati Sports Complex, Pune |                          |
| 13:30 IST (UTC+5:30) | Cho So-hyun 4' · Son Hwa-yeon 34' | FIFA Reporte AFC Reporte |           | Árbitra: Pansa Chaisanit                    | Árbitra: Pansa Chaisanit |

| 3 de febrero de 2022 | China                                                        | 2:2 (1:1, 0:1) (t. s.)(4:3 p.) | Japón                                          | Shree Shiv Chhatrapati Sports Complex, Pune |                   |
| 19:30 IST (UTC+5:30) | Wu Chengshu 46' · Wang Shanshan 119'                         | FIFA Reporte AFC Reporte       | Ueki 26', 103'                                 | Árbitra: Lara Lee                           | Árbitra: Lara Lee |
|                      |                                                              | Tiros desde el punto penal     |                                                |                                             |                   |
|                      | Zhang Xin · Zhang Rui · Yang Lina · Gao Chen · Wang Shanshan |                                | Kumagai · Hasegawa · Shimizu · Nagano · Minami |                                             |                   |

### Final
| 6 de febrero de 2022 | China                                                      | 3:2 (0:2)                | Corea del Sur                           | Estadio DY Patil, Navi Mumbai |                           |
| 16:30 IST (UTC+5:30) | Tang Jiali 68' (pen.) · Zhang Linyan 72' · Xiao Yuyi 90+3' | FIFA Reporte AFC Reporte | Choe Yu-ri 27' · Ji So-yun 45+3' (pen.) | Árbitro(s): Casey Reibelt     | Árbitro(s): Casey Reibelt |

|                                       |
| Bandera de la República Popular China |
| Campeón China 9.º título              |

## Repesca
Después de la fase de cuartos de final, se jugará una repesca para definir al 5° lugar (clasificado directamente a la Copa Mundial Femenina de Fútbol de 2023) y a los clasificados en 6° y 7° lugar que disputarán la Repesca Intercontinental en 2023.
Este formato dependerá de los resultados que consiga la selección australiana en la competición.
Como Australia cayó eliminada en cuartos de final, los tres perdedores restantes de esa misma fase jugarán un triangular de play-off con formato todos contra todos. El mejor equipo del triangular después de tres fechas clasificará directamente a la Copa Mundial, mientras los otros dos equipos restantes van a la repesca internacional.
| Equipo       | Pts. | PJ | PG | PE | PP | GF | GC | Dif | Clasificación            |
| ------------ | ---- | -- | -- | -- | -- | -- | -- | --- | ------------------------ |
| Vietnam      | 6    | 2  | 2  | 0  | 0  | 4  | 1  | +3  | Copa Mundial de 2023     |
| China Taipéi | 3    | 2  | 1  | 0  | 1  | 4  | 2  | +2  | Repesca Intercontinental |
| Tailandia    | 0    | 2  | 0  | 0  | 2  | 0  | 5  | -5  | Repesca Intercontinental |

| 2 de febrero de 2022  | Tailandia | 0:2 (0:2)                | Vietnam                           | Estadio DY Patil, Navi Mumbai |                           |
| 13:30 IST (UTC+05:30) |           | FIFA Reporte AFC Reporte | Huỳnh Như 19' · Thái Thị Thảo 24' | Árbitra: Edita Mirabidova     | Árbitra: Edita Mirabidova |

| 4 de febrero de 2022  | China Taipéi                               | 3:0 (1:0)                | Tailandia | Estadio DY Patil, Navi Mumbai |                       |
| 13:30 IST (UTC+05:30) | Su Yu-hsuan 44', 84' · Chen Ying-hui 90+3' | FIFA Reporte AFC Reporte |           | Árbitra: Kim Yu-jeong         | Árbitra: Kim Yu-jeong |

| 6 de febrero de 2022  | Vietnam                                       | 2:1 (1:0)                | China Taipéi    | Estadio DY Patil, Navi Mumbai |                            |
| 13:00 IST (UTC+05:30) | Chương Thị Kiều 7' · Nguyễn Thị Bích Thùy 56' | FIFA Reporte AFC Reporte | Su Yu-hsuan 50' | Árbitra: Yoshimi Yamashita    | Árbitra: Yoshimi Yamashita |

## Estadísticas

### Tabla general
| Equipo | Equipo        | Pts      | PJ       | PG       | PE       | PP       | GF       | GC       | Dif      |
| ------ | ------------- | -------- | -------- | -------- | -------- | -------- | -------- | -------- | -------- |
| 1      | China         | 13       | 5        | 4        | 1        | 0        | 19       | 6        | +13      |
| 2      | Corea del Sur | 13       | 6        | 4        | 1        | 1        | 11       | 4        | +7       |
| 3      | Japón         | 11       | 5        | 3        | 2        | 0        | 18       | 3        | +15      |
| 4      | Filipinas     | 7        | 5        | 2        | 1        | 2        | 8        | 7        | +1       |
| 5      | Australia     | 9        | 4        | 3        | 0        | 1        | 24       | 2        | +22      |
| 6      | Vietnam       | 7        | 6        | 2        | 1        | 3        | 5        | 12       | -7       |
| 7      | China Taipéi  | 7        | 5        | 2        | 1        | 2        | 10       | 7        | +3       |
| 8      | Tailandia     | 3        | 6        | 1        | 0        | 5        | 5        | 15       | -10      |
| 9      | Birmania      | 1        | 3        | 0        | 1        | 2        | 2        | 9        | -7       |
| 10     | Irán          | 0        | 2        | 0        | 0        | 2        | 0        | 12       | -12      |
| 11     | Indonesia     | 0        | 3        | 0        | 0        | 3        | 0        | 28       | -28      |
| 12     | India         | Retirada | Retirada | Retirada | Retirada | Retirada | Retirada | Retirada | Retirada |

### Goleadoras
| Jugadora             | Selección     | Goles |
| -------------------- | ------------- | ----- |
| Sam Kerr             | Australia     | 7     |
| Emily van Egmond     | Australia     | 5     |
| Wang Shuang          | China         | 5     |
| Riko Ueki            | Japón         | 5     |
| Wang Shanshan        | China         | 5     |
| Ji So-yun            | Corea del Sur | 5     |
| Yuika Sugasawa       | Japón         | 4     |
| Tang Jiali           | China         | 4     |
| Kanyanat Chetthabutr | Tailandia     | 3     |
| Lai Li-chin          | China Taipéi  | 3     |
| Yui Narumiya         | Japón         | 3     |
| Su Yu-hsuan          | China Taipéi  | 3     |

| Ellie Carpenter       | Australia     | 2 |
| Mary Fowler           | Australia     | 2 |
| Hayley Raso           | Australia     | 2 |
| Kyah Simon            | Australia     | 2 |
| Xiao Yuyi             | China         | 2 |
| Tahnai Annis          | Filipinas     | 2 |
| Yui Hasegawa          | Japón         | 2 |
| Huỳnh Như             | Vietnam       | 2 |
| Nguyễn Thị Tuyết Dung | Vietnam       | 2 |
| Caitlin Foord         | Australia     | 1 |
| Aivi Luik             | Australia     | 1 |
| Tameka Yallop         | Australia     | 1 |
| Wu Chengshu           | China         | 1 |
| Zhang Linyan          | China         | 1 |
| Zhang Xin             | China         | 1 |
| Chen Yen-ping         | China Taipéi  | 1 |
| Chen Ying-hui         | China Taipéi  | 1 |
| Wang Hsiang-huei      | China Taipéi  | 1 |
| Zhuo Li-ping          | China Taipéi  | 1 |
| Cho So-hyun           | Corea del Sur | 1 |
| Choe Yu-ri            | Corea del Sur | 1 |
| Lee Geum-min          | Corea del Sur | 1 |
| Seo Ji-youn           | Corea del Sur | 1 |
| Son Hwa-yeon          | Corea del Sur | 1 |
| Sarina Bolden         | Filipinas     | 1 |
| Malea Cesar           | Filipinas     | 1 |
| Katrina Guillou       | Filipinas     | 1 |
| Chandler McDaniel     | Filipinas     | 1 |
| Jessica Miclat        | Filipinas     | 1 |
| Quinley Quezada       | Filipinas     | 1 |
| Saki Kumagai          | Japón         | 1 |
| Hinata Miyazawa       | Japón         | 1 |
| Hikaru Naomoto        | Japón         | 1 |
| Rin Sumida            | Japón         | 1 |
| Khin Marlar Tun       | Birmania      | 1 |
| Win Theingi Tun       | Birmania      | 1 |
| Irravadee Makris      | Tailandia     | 1 |
| Nipawan Panyosuk      | Tailandia     | 1 |
| Chương Thị Kiều       | Vietnam       | 1 |
| Nguyễn Thị Bích Thùy  | Vietnam       | 1 |
| Thái Thị Thảo         | Vietnam       | 1 |

## Clasificadas alMundial de Australia/Nueva Zelanda 2023
| Bandera de Australia  | Bandera de Japón                           | Bandera de Corea del Sur               | Bandera de la República Popular China  | Bandera de Filipinas                       | Bandera de Vietnam           |
| Australia             | Japón                                      | Corea del Sur                          | China                                  | Filipinas                                  | Vietnam                      |
| Coanfitrión           | Semifinalista de la Copa Asiática Femenina | Finalista de la Copa Asiática Femenina | Finalista de la Copa Asiática Femenina | Semifinalista de la Copa Asiática Femenina | Ganador de la Repesca de AFC |
| Clasificado: 25/06/20 | Clasificado: 30/01/22                      | Clasificado: 30/01/22                  | Clasificado: 30/01/22                  | Clasificado: 30/01/22                      | Clasificado: 06/02/22        |

## Premios
| Premio        |  | Jugadora      | Selección |
| ------------- |  | ------------- | --------- |
| Balón de Oro  |  | Wang Shanshan | China     |
| Bota de Oro   |  | Sam Kerr      | Australia |
| Guante de Oro |  | Zhu Yu        | China     |

| Premio                 |  | Selección     |
| ---------------------- |  | ------------- |
| Premio al Juego Limpio |  | Corea del Sur |

## Efectos de la pandemia de COVID-19
Previo al partido contra China Taipéi, trece jugadoras del equipo de India dieron positivo a COVID-19 y no pudieron jugar dicho cotejo tras tener menos de trece jugadoras disponibles tras el brote de contagios. Al final se retiraron de la competencia, por lo que sus partidos siguientes fueron cancelados y los que previamente se jugaron sus resultados son anulados y no serán considerados en la clasificación final.